# Victor Cadet
Victor Antoine Jules Cadet (Saint-Omer, 17 giugno 1878 – Lilla, 22 settembre 1911) è stato un nuotatore e pallanuotista francese.

## Carriera
Partecipò alle gare di pallanuoto e di nuoto della II Olimpiade di Parigi del 1900 e vinse una medaglia di argento, nei 200m stile libero per squadre con la "Tritons Lillois" (con un punteggio totale di 51).
Prese parte, sempre con la squadra dei Tritons Lillois, al torneo olimpico di pallanuoto, venendo sconfitti al primo turno dal Osborne Swimming Club per 12-0. Partecipò inoltre alla gara dei 200m stile libero, arrivando quarto in semifinale, nuotando in 3'18"0.

## Palmarès
- Argento ai Giochi olimpici di Parigi 1900 nei 200m stile libero per squadre